# Aphrodite Patoulidou
Aphrodite Patoulidou (Grieks: Αφροδίτη Πατουλίδου) (Thessaloniki) is een Griekse operazangeres en sopraan. Ze maakt deel uit van het Equilibrium Artists Programme van Canadese zangeres Barbara Hannigan. Ze vertolkte de rol van "Anne Trulove" in Hannigans debuut als dirigente, met de opera The Rake’s Progress van Igor Stravinsky, die in 2019 vertoond werd op het Klarafestival.

## Biografie
Patoulidou studeerde zang aan de University of Macedonia in Thessaloniki, bij Angelica Cathariou. Vervolgens ging ze naar het Koninklijk Conservatorium Brussel, om te studeren bij Dinah Bryant. Aan de Universiteit voor de Kunsten Berlijn kreeg ze les van Aris Argiris. 
Ze trad op in zalen zoals Staatsoper Unter den Linden, Teatro Real, Het Concertgebouw, Radio France, Greek National Opera, Berliner Philharmoniker en Gothenburg Konserthuset. Ze stond op festivals zoals die van Aldeburgh en Ludwigsburg en werkte met dirigenten Kirill Petrenko en Chris Moulds. Met choreografe Sasha Waltz werkte ze mee aan een bewerking van Dido & Aeneas. Als soliste bracht ze werk van Claude Vivier (Lonely Child), William Walton (Façade), Kevin Houben (The Lost Labyrinth), Gioachino Rossini en Wolfgang Amadeus Mozart.
In 2018 speelde ze de rol van haar naamgenote de godin Aphrodite tijdens de première van Thodoros Abazi's opera HRA, op het heilige Griekse eiland Delos. Ze acteerde in de film Retro (2018) van Patricia Niedzwiecki, die vertoond werd in Bozar in Brussel. In een recensie van de voorstelling Trois Femmes - Drei Opern in het Theater der Universität der Künste Berlin werd ze omschreven als "begiftigd met een expressief gezicht en een prachtige stem die een breed scala aan emoties kan uitdrukken".
In 2018 nam ze als een van de eersten deel aan het Equilibrium Artists Programme van Canadese zangeres Barbara Hannigan. Eind 2018 debuteerde Hannigan als dirigent, met een bewerking van The Rake’s Progress van Igor Stravinsky. Ze gaf de rol van Anne Trulove, die ze zelf voorheen vaak op zich nam, aan Patoulidou. Het creatieproces van deze voorstelling werd vastgelegd in de documentaire Taking Risks. In Crescendo magazine werd Patoulidou's prestatie "helder, met rijke precisie, waardig en ontroerend" genoemd. The Rake’s Progress werd in 2019 vertoond op het Klarafestival in Brussel in de Muntschouwburg en in het Concertgebouw Amsterdam. In 2021 trad ze met Hannigan op in de Koninklijke Deense Kunstacademie in Kopenhagen en bracht ze werk van Jean Sibelius en Maurice Ravel.
In 2019 maakte Patoulidou haar Amerikaanse debuut, op het Ojai Music Festival in Californië. Bij Muziektheater LOD in Gent werkte ze in 2020 mee aan Lulela, een interactieve muziektheatervoorstelling met een verhaal dat zich elke avond op een andere manier ontplooide.
In 2021 vertolkte ze "La Nuova Euridice" van Salvatore Sciarrino, een coproductie van deSingel en Opera Ballet Vlaanderen, tijdens opvoeringen in Antwerpen en in Opera Gent, met dirigent Alejo Pérez en het Symfonisch Orkest Opera Ballet Vlaanderen.
In juli 2021 sloot ze zich aan bij de metalband Igorrr als hun leadzangeres, maar nam ontslag in augustus 2022.
Ze trad op als Belinda in Purcells opera Dido en Aeneas in de iconische gechoreografeerde productie van Sasha Waltz en gasten met optredens in Teatro Real Madrid, Staatsoper Berlin en Ludwigsburg Schlossfestspiele.

## Poëzie
Patoulidou is ook fotografe en schrijfster. Haar poëziebundel 17,5 ΣΧΕΔΟΝ 18 kreeg in 2011 de eerste prijs van de Griekse nationale poëziewedstrijd.